# Domenico Svampa
Domenico Svampa (Montegranaro, 13 juni 1851 - Bologna, 10 augustus 1907) was een Italiaans geestelijke en kardinaal van de Rooms-Katholieke Kerk.
Svampa studeerde aan het seminarie van Fermo en vervolgens aan het Pauselijk Pio Seminarie en aan het Pauselijke Athenaeum San Apollinare in Rome. Hij promoveerde in zowel de godgeleerdheid als de beide rechten. Hij werd op 4 april 1874 priester gewijd. Hij werkte vervolgens enkele jaren aan het Seminarie Tomasso d'Aquino in Rome, alvorens hoogleraar te worden aan het seminarie van Fermo. Hier bleef hij tot 1891. Hij werd ook kanunnik van het kathedraal kapittel van Fermo. In 1891 werd hij kamerheer in buitengewone dienst van de paus en geestelijk directeur van de pauselijke Urbaniana Universiteit.
Deze functies combineerde hij sind 1887 met het bisschopsambt van Forlì. Tijdens het consistorie van 18 mei 1894 creëerde paus Leo XIII hem kardinaal. De Sant'Onofrio werd zijn titelkerk. Meteen na zijn kardinaalscreatie werd hij benoemd tot aartsbisschop van Bologna, als opvolger van Serafino Vannutelli.
Hij overleed in Bologna en werd begraven in de door hemzelf gestichte Salesiaanse kerk van het Heilig Hart aldaar.

## Bron
- (en) [
- Biografische aantekening, met foto, op The Cardinals of the Holy Roman Church

- Gemeinsame Normdatei: 137591497
- International Standard Name Identifier: 0000 0000 6130 0577
- Nederlandse Thesaurus van Auteursnamen: 156681935
- Réseau des bibliothèques de Suisse occidentale: 02-A019231487
- Istituto Centrale per il Catalogo Unico: RAVV058945
- SNAC: w6rk4mxk
- Système universitaire de documentation: 081497202
- Virtual International Authority File: 81763188
- WorldCat: E39PBJfh7v3tQjmRhck3VCcpT3